# Charles M:son Gewertz
Charles Ehrnfrid Månsson Gewertz, född 18 februari 1894 i Borrby församling, Kristianstads län, död 20 april 1983 i Västerås, var en svensk elektroingenjör och professor.
Gewertz avlade 1918 studentexamen i Lund och 1923 en civilingenjörsexamen i elektroteknik vid Kungliga tekniska högskolan. Han erhöll 1932 teknologie doktorsgrad vid Massachusetts Institute of Technology. Åren 1933–1948 var han professor och ledare för "Department of Electrical Engineering" vid Chulalongkorn University i Bangkok. 1959 publicerade han läroboken "Växelströmslära".